# Ашокнагар (округ)
Ашокна́гар (хинди अशोकनगर जिला; англ. Ashoknagar) — округ в индийском штате Мадхья-Прадеш. Образован 15 августа 2003 года из части территории округа Гуна. Административный центр — город Ашокнагар. Площадь округа — 4674 км². По данным всеиндийской переписи 2001 года население округа составляло 688 920 человек.